# Monodontomerus anthidiorum
Monodontomerus anthidiorum is een vliesvleugelig insect uit de familie Torymidae. De wetenschappelijke naam is voor het eerst geldig gepubliceerd in 1849 door Lucas.